# Madagaskarrall
Madagaskarrall (Rallus madagascariensis) är en fågel i familjen rallar som är endemisk för Madagaskar.

## Utseende
Madagaskarrallen är en medelstor, 25 centimeter lång, relativt enfärgat brun rall, med små streck på ovansidan och övre delen av bröstet. Den har ett grått ansikte och likaså grå strupe samt vit undergump. Näbben är röd och benen mörka. Den skiljer sig från andra rallar på Madagaskar genom sin långa näbb samt frånvaro av vit strupe och bandade kroppsidor.

## Utbredning och systematik
Madagaskarrallen förekommer enbart i fuktiga skogar på östra Madagaskar, upp till 1.800 meters höjd. Det finns inga tecken på att den skulle vara något annat än stationär i sitt rörelsemönster.
Den placeras vanligtvis i det stora släktet Rallus, men morfologiska studier visar på ett mer avlägset släktskap. Detta har dock ännu inte bekräftats av genetiska studier.

## Ekologi
Madagaskarrallen är en tillbakadragen fågel som uppträder vanligtvis ensam eller i par. Arten trivs i tät växtlighet kring våtmarker, i blöta skogar samt utmed floder där den huvudsakligen lever av ryggradslösa djur. Den häckar mellan augusti och oktober på marken. Boet har dock aldrig beskrivits.

## Status och hot
Arten har en relativt liten världspopulation på endast 2.500-10.000 individer och tros dessutom minska i antal på grund av habitatförstörelse. Internationella naturvårdsunionen IUCN kategoriserar den därför som sårbar. Den beskrivs som generellt sällsynt men lokalt ej ovanlig.